# Parafia św. Kazimierza w Przybówce
Parafia św. Kazimierza w Przybówce – parafia rzymskokatolicka znajdująca się w diecezji rzeszowskiej w dekanacie Frysztak.
Parafia została erygowana dekretem biskupa rzeszowskiego Kazimierza Górnego w dniu 22 września 2002 roku.